# Les Séminaristes
Pour les articles homonymes, voir Séminariste.
Pour plus de détails, voir Fiche technique et Distribution.
Les Séminaristes (Služobníci) est un film slovaque réalisé par Ivan Ostrochovský, sorti en 2020.

## Synopsis
En Tchécoslovaquie dans les années 1980, des séminaristes sont confrontés à la dureté du régime communiste.

## Fiche technique
Sauf indication contraire, les informations mentionnées dans cette section peuvent être confirmées par la base de données cinématographiques IMDb,  présente dans la section « Liens externes ».
- Titre original : Služobníci
- Titre français : Les Séminaristes, typographié sur l'affiche Les Sémina☭istes n reprenant la faucille et marteau
- Titre international : Servants
- Réalisation : Ivan Ostrochovský
- Scénario : Rebecca Lenkiewicz, Marek Leščák et Ivan Ostrochovský
- Costumes : Katarina Hollá
- Photographie : Juraj Chlpík
- Montage : Jan Danhel et Martin Malo
- Pays d'origine : Slovaquie
- Format : Noir et blanc - 35 mm - 1,37:1
- Genre : drame
- Durée : 80 minutes
- Dates de sortie :
  - Allemagne : 24 février 2020 (Berlinale 2020)
  - France : 2 juin 2021

## Distribution
- Samuel Skyva : Juraj
- Samuel Polakovic : Michal
- Vlad Ivanov : docteur Ivan
- Vladimír Strnisko : Dean
- Milan Mikulcík : Spiritual
- Tomas Turek : Ductor
- Vladimír Zboron : Secrétaire
- Martin Šulík : physicien
- Vladimír Obsil : père Coufar

## Distinctions

### Récompenses
- CinEast 2020 : Grand Prix[1]
- Festival international du film de Saint-Jean-de-Luz 2020 : prix de la mise en scène et prix de la meilleure musique[2]
- Festival du film de Gand 2020 : prix de la meilleure musique[3]
- Festival international du film de Valladolid 2020 : meilleur réalisateur (ex æquo avec Aurel pour Josep)[4]

### Sélections
- Berlinale 2020 : sélection en section Encounters
- Arras Film Festival 2020 : sélection en section Découvertes européennes
- Festival international du film de Stockholm 2020 : sélection en compétition